# Momi von Fintel
Momi von Fintel (* 2. Januar 1976 in München) ist ein deutscher Film- und Theaterschauspieler.

## Leben und Karriere
Momi von Fintel durchlief seine Ausbildung von 1999 bis 2003 am Le Corbeau Theateratelier. Es folgten Auftritte in mehreren verschiedenen Fernsehproduktionen sowie am Theater.

## Filmografie
- 1997: Was ihr kriegt, Kurzspielfilm, Regie: Esther Kuen
- 1998: Stellvertreter, Kurzspielfilm, Regie: Esther Kuen
- 2001: Müllers Geburtstag, Kurzspielfilm, Regie: Götz Vierkant
- 2005: Faites vos jeux, Kurzspielfilm, Regie: Julie Kreuzer
- 2006: Abgelaufen, Kurzspielfilm, Regie: Udo Müller
- 2010: Das Ende vom Lied, Kurzspielfilm, Regie: Ruven Breuer
- 2010: Festwiese (Internetfilm), Kurzspielfilm, Regie: Moses Wolff
- 2010: Freaky Fuckin Weirdoz – Babylon, Musikvideo, Regie: Hendrik Von Bentheim
- 2013: Frenzy, Kurzspielfilm, Regie: Andreas Schrötter
- 2013: Aktenzeichen XY ... ungelöst – TV-Magazin – ZDF
- 2013: Business Lunch (Acting for Film), Regie: Holger Borggrefe
- 2013: Abitreffen (Acting for Film), Regie: Holger Borggrefe
- 2014: Affekt, Kurzspielfilm, R: Moses Wolff
- 2014: Chamäleon, Kurzspielfilm, Regie: Mehmet Birinci
- 2015: Hotel Hubertus Alpin Lodge & Spa – Recruiting auf Allgäuerisch (3 Spots), Imagefilm, Regie: Marc Wagner
- 2015: Aktenzeichen XY ... ungelöst – TV-Magazin – ZDF
- 2015: O Why Changing The World, Spielfilm, Regie: Kirsten Lilli
- 2015: Keine Emotionen (Acting for Film), Regie: Holger Borggrefe
- 2016: 7,28 GB, Kurzspielfilm, Regie: Fabian Winkler
- 2017: Sturm der Liebe – TV-Serie – ARD Degeto
- 2017: Der Alte – TV-Serie – ZDF
- 2017: Die Rosenheim-Cops – TV-Serie – ZDF – Regie: Tom Zenker

## Theater
- 2000: Pasinger Fabrik, Der Park, Rolle: Cyprian, Regie: Marius Müller
- 2001: Muffathalle, Heldinnen.Wege, Rolle: Junger Held, Regie: Irene Graef
- 2001: Muffathalle, Heldinnen, Rolle: Junger Held, Regie: Irene Graef
- 2002: Burg Grünwald, Die Weise von Liebe und Tod des Cornet Christoph R, Rolle: Erzähler, Regie: Wolfgang Gufler
- 2003: Bachbett, No Exit, Rolle: Joker, Regie: Wolfgang Gufler
- 2003–2004: Leo 17, Respect, Rolle: Vinz, Regie: Markus Hank
- 2005: Atomic Cafe, die Wirtin, Rolle: Marchese von Albafiorita, R: Petra Wintersteller
- 2005–2006: Bürgerhaus Gräfelfing, Aschenputtel, Rolle: Königssohn, Regie: Brigitte Hörmann
- 2006: Pepper Theater, Die Tote Tante, Rolle: Pastor, Regie: Brigitte Hörmann
- 2006: Interim Theater, Der Kaufmann von Venedig, Rolle: Salarino, Regie: Martin Wichmann
- 2006–2007: Pepper Theater, Fräulein Julie, Rolle: Jean, Regie: Angela Jacobi
- 2006–2008: Pepper Theater, Der Sturm, Rollen: Caliban/Ferdinand, Regie: Brigitte Hörmann
- 2007: Interim Theater, Romeo und Julia, Rolle: Tybalt, Regie: Martin Wichmann
- 2007–2008: Pepper Theater, Arielle die Meerjungfrau, Rolle: Prinz Olaf, Regie: Brigitte Hörmann
- 2007–2014: Pepper Theater, Faust II, Rollen: Heermeister, Schatzmeister, Marschalk, Kanzler, Regie: Ingmar Thilo
- 2008: Pepper Theater, Der Untergang, Rolle: Thaltybios, Regie: Brigitte Hörmann
- 2008–2009: Black Box Gasteig, Die Schneekönigin, Rollen1: Leinarzt/Rabe, Regie: Brigitte Hörmann
- 2008–2009: Black Box Gasteig, Der Brandner Kaspar und das ewig' Leben, Rolle: Boandl Kramer, Regie: Brigitte Hörmann
- 2009: Theater und Sofort, Entschleiert, Rolle: Siamak, Regie: Alexandra Hartmann
- 2009–2012: Weinhandlung Fernando von Schirnding, Mind over Murder, Rolle: Peter, Regie: Mark Römisch
- 2009–2013: Weinhandlung Fernando von Schirnding, Gretchen 89ff, Rolle: Theaterdirektor, Regie: Momi von Fintel
- 2010: Augustiner Keller, Sendlinger Mordweihnacht, Rolle: De Wendt, Regie: Christine Adler
- 2012–2014: Pepper Theater, Maria Stuart, Rolle: Mortimer, Regie: Ingmar Thilo
- 2014–: Kriminal Fatal, Am Montag trifft es alle!, Rolle: Giovanni, Regie: Theresa Tschira